# Karl-Heinz Rueß
Karl-Heinz Rueß (* 1954 in Erbach im Landkreis Ulm) ist ein deutscher Historiker und Archivar.

## Leben
Sein Studium der empirischen Kulturwissenschaft (Volkskunde) und Erziehungswissenschaft an der Universität Tübingen schloss er 1983 mit dem Magister Artium (M.A.) ab und wurde 1989 promoviert. Seit 1983 war er Leiter des Archivs und der Museen der Stadt Göppingen.
Karl-Heinz Rueß ist in zahlreichen historischen Vereinigungen ehrenamtlich tätig. Er ist Herausgeber und Autor vieler historischer Schriften.

## Ämter
- Gründungsmitglied im Komitee der Stauferfreunde[1]
- Geschäftsführer der Gesellschaft für staufische Geschichte
- Vorstandsmitglied im Geschichts- und Altertumsverein Göppingen e. V.[4]

## Ehrungen
- Staufermedaille des Landes Baden-Württemberg (2015)[5]

## Schriften (Auswahl)
- mit Jürgen Kettenmann: Städtisches Museum Göppingen im „Storchen“. München/Zürich 1985, ISBN 3-7954-0623-4.
- Kommunaler Wohnungsbau für Arbeiter. Maßnahmen zur Verbesserung der sozialen Lage der Arbeiterschaft vor dem Ersten Weltkrieg am Beispiel der Stadt Ulm. Dissertation. Tübingen 1989.
- Jüdisches Museum Göppingen. Göppingen 1992, ISBN 3-87437-327-4.
- Was in Paris geschah, das habt ihr zu büßen! Die Reichspogromnacht in Göppingen. Göppingen 1998.[6]
- Göppingen. Hohenstaufenstadt. Göppingen 2000, ISBN 3-87181-415-6.
- Rund um den Hohenstaufen – Stationen an der Kulturroute „Straße der Staufer“. In: Karl-Heinz Rueß, Walter Ziegler (Hrsg.): Die Staufer. Göppingen 2000, ISBN 3-929776-11-1.
- Die Deportation der Göppinger Juden. Göppingen 2001, ISBN 3-933844-38-X.
- Rabbiner Dr. Aron Tänzer. Stationen seines Lebens. Göppingen 2002, ISBN 3-933844-43-6.
- mit Marcus Zecha: Mutige Christen im NS-Staat. Göppingen 2002, ISBN 3-933844-39-8.
- Gruß aus Göppingen. Bildpostkarten aus der Zeit um 1900. Göppingen 2002, ISBN 3-933844-42-8.
- (Hrsg.): Frauen der Staufer. Göppingen 2006, ISBN 3-929776-16-2.
- (Hrsg.): Friedrich I. (1079–1105). Der erste staufische Herzog von Schwaben. Göppingen 2007, ISBN 978-3-929776-18-8.
- (Hrsg.): Philipp von Schwaben. Ein Staufer im Kampf um die Königsherrschaft. Göppingen 2008, ISBN 978-3-929776-19-5.
- (Hrsg.): Friedrich Barbarossa und sein Hof. Göppingen 2009, ISBN 978-3-929776-20-1.
- (Hrsg.): Konrad III. (1138–1152). Herrscher und Reich. Göppingen 2011, ISBN 978-3-929776-22-5.
- (Hrsg.): Von Palermo zum Kyffhäuser. Staufische Erinnerungsorte und Staufermythos. Göppingen 2012, ISBN 978-3-929776-23-2.
- (Hrsg.): Konrad IV. (1228–1254). Deutschlands letzter Stauferkönig. Göppingen 2012, ISBN 978-3-929776-24-9.